# Переход эксцентрический
Переход эксцентрический — это деталь трубопровода, предназначенная для постепенного плавного изменения диаметра трубопровода. Используются переходы эксцентрические на горизонтальных трубопроводах в энергетической, нефтяной, газовой и химической промышленности для соединения труб разных диаметров. Верхняя часть перехода эксцентрического ровная, а нижняя на противоположных концах имеет разные по размеру диаметры.
Переходы эксцентрические стальные бывают:
- бесшовные (в соответствии с ГОСТ 17378-2001);
- сварные (в соответствии с ОСТ 36-22-77, ОСТ 34.10.753-97).

Существует 2 способа изготовления переходов эксцентрических бесшовных:
- методом штамповки — изготавливаются из бесшовной трубы с помощью пресса.
- методом точения (точеные переходы). Используют метод точения для получения нестандартной формы или небольшого диаметра.

Пример условного обозначения перехода эксцентрического с Ø 87×6 мм, Ø 59х5 мм: переход Э 87×6-59×5.